# Sallent
Sallent (em catalão e oficialmente) ou Sallent de Llobregat é um município da Espanha na comarca de Bages, província de Barcelona, comunidade autónoma da Catalunha. Tem 65,63 km² de área e em 2021 tinha 6 717 habitantes (densidade: 102,3 hab./km²).

## Demografia
| Variação demográfica do município entre 1991 e 2004[carece de fontes?] | Variação demográfica do município entre 1991 e 2004[carece de fontes?] | Variação demográfica do município entre 1991 e 2004[carece de fontes?] | Variação demográfica do município entre 1991 e 2004[carece de fontes?] |
| ---------------------------------------------------------------------- | ---------------------------------------------------------------------- | ---------------------------------------------------------------------- | ---------------------------------------------------------------------- |
| 1991                                                                   | 1996                                                                   | 2001                                                                   | 2004                                                                   |
| 7686                                                                   | 7360                                                                   | 7004                                                                   | 7103                                                                   |